# Osmoderma
Osmoderma là một chi bọ cánh cứng trong họ Scarabaeidae.

## Các loài
Chi này gồm các loài được ghi nhận như sau:
- Osmoderma brevipenne
- Osmoderma caelestis
- Osmoderma coriarium
- Osmoderma cristinae
- Osmoderma dallieri
- Osmoderma davidis
- Osmoderma eremicola
- Osmoderma eremita
- Osmoderma italicum
- Osmoderma lassallei
- Osmoderma opicum
- Osmoderma richteri
- Osmoderma scabra
- Osmoderma sikhotense
- Osmoderma subplanata

## Hình ảnh

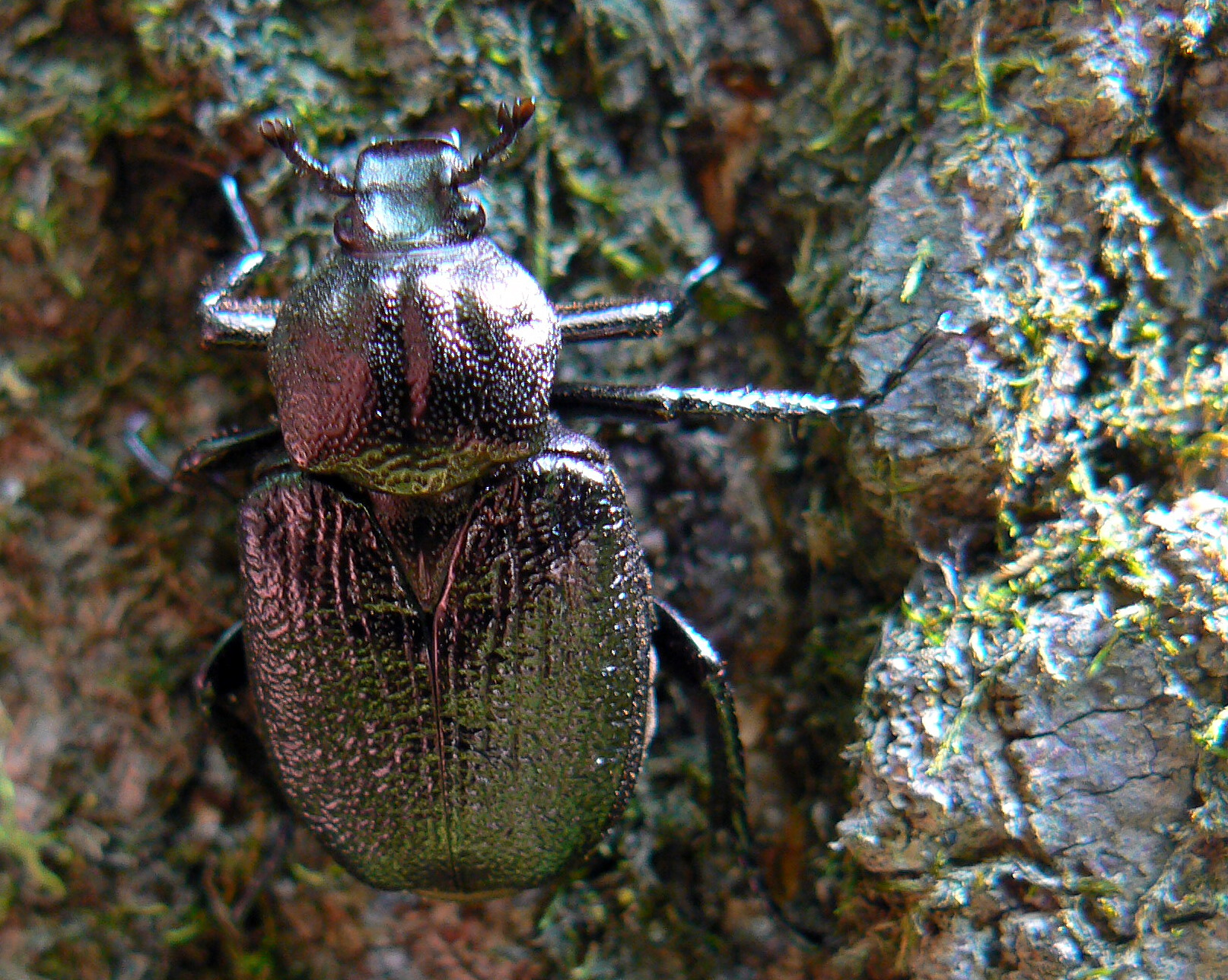